# Rio Claro FC
Rio Claro FC is een Braziliaanse voetbalclub uit Rio Claro, in de deelstaat São Paulo. 

## Geschiedenis
De club werd in 1909. In 1948 speelde de club voor het eerst in de Série A2 van het Campeonato Paulista, net als stadsrivaal Velo Clube. Na degradatie in 1952 duurde het tot 1973 vooraleer de club kon terugkeren. De club speelde nu tot 1980 in de tweede klasse en ging de volgende jaren een paar keer op en neer tussen tweede en derde klasse tot midden jaren tachtig toen de club lange tijd verdween uit de Série A2. In 2006 keerde de club terug en kon zelfs meteen door promoveren naar de hoogste klasse. Na twee jaar degradeerde de club kaar en keerde voor één seizoen terug. Van 2014 tot 2016 speelde de club opnieuw in de hoogste klasse. In 2025 degradeerde de club verder naar de Série A3.